# Морський розпил

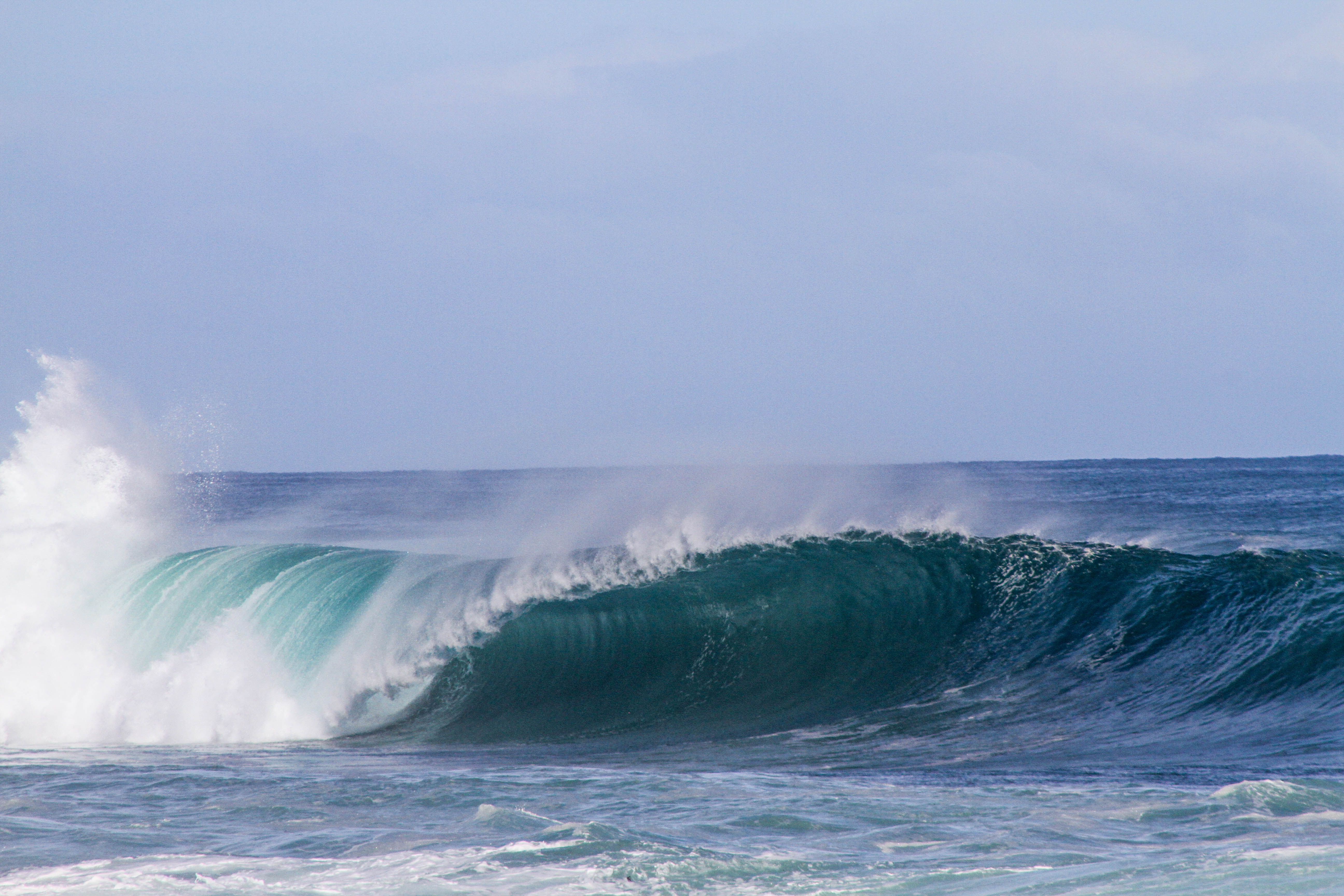
Морський розпил, що утворюється розбиттям поверхні хвиль

Морський розпил (англ. sea spray) — аерозольні частинки, які утворюються безпосередньо з океану, здебільшого викиданням в атмосферу та розриванням бульбашок на межі повітря-море. Морський розпил містить як органічні речовини, так і неорганічні солі, що утворюють аерозоль морської солі (англ. sea salt aerosol; SSA). SSA має здатність утворювати ядра конденсації хмари (ЯКХ) та видаляти антропогенні аерозольні забруднювачі з атмосфери. Морський розпил безпосередньо (і опосередковано через SSA) відповідає за значний ступінь потоків тепла та вологи між атмосферою та океаном, впливає на глобальні кліматичні умови та інтенсивність тропічних штормів. Морський розпил також впливає на ріст рослин та поширення видів у прибережних екосистемах та збільшує корозію будівельних матеріалів у прибережних районах.

## Кліматичні взаємодії

### Ентальпійний потік
Вплив морського розпилу на поверхневий тепло- і вологообмін досягає піку у періоди найбільшої різниці між температурами повітря та моря.

## Екологія

### Прибережні екосистеми
Відкладення солі з морського розпилу є головним фактором, що впливає на розподіл рослинних угруповань у прибережних екосистемах. Концентрації іонів морського розпилу, що відкладаються на суші, як правило, відповідають їх концентрації в океані, за винятком того, що калій часто вищий у морському розпилі. Відкладення солей на суші, як правило, зменшується із віддаленням від океану, але збільшується зі збільшенням швидкості вітру. Відкладення солі з морського розпилу корелює зі зменшенням висоти рослин та значним рубцюванням, редукцією пагонів, зменшенням висоти стебла та відмиранням тканин на навітряній стороні чагарників та дерев. Варіації в відкладанні солі також впливають на конкуренцію між рослинами та встановлюють градієнти соляної толерантності.
Хоча солі, що знаходяться в морському розпилі, можуть сильно інгібувати ріст рослин у прибережних екосистемах, відбираючи солестійкі види, морський розпил також може принести життєво важливі поживні речовини до цих середовищ існування. Наприклад, одне дослідження показало, що морський розпил в Уельсі, Велика Британія, щороку доставляє приблизно 32 кг калію на гектар до прибережних піщаних дюн. Оскільки дюнисті ґрунти вилуговують поживні речовини дуже швидко, підживлення морським розпилом може мати дуже великий вплив на екосистеми дюн, особливо для рослин, які менш конкурентоспроможні в середовищі з обмеженим вмістом поживних речовин.

### Мікробні угруповання

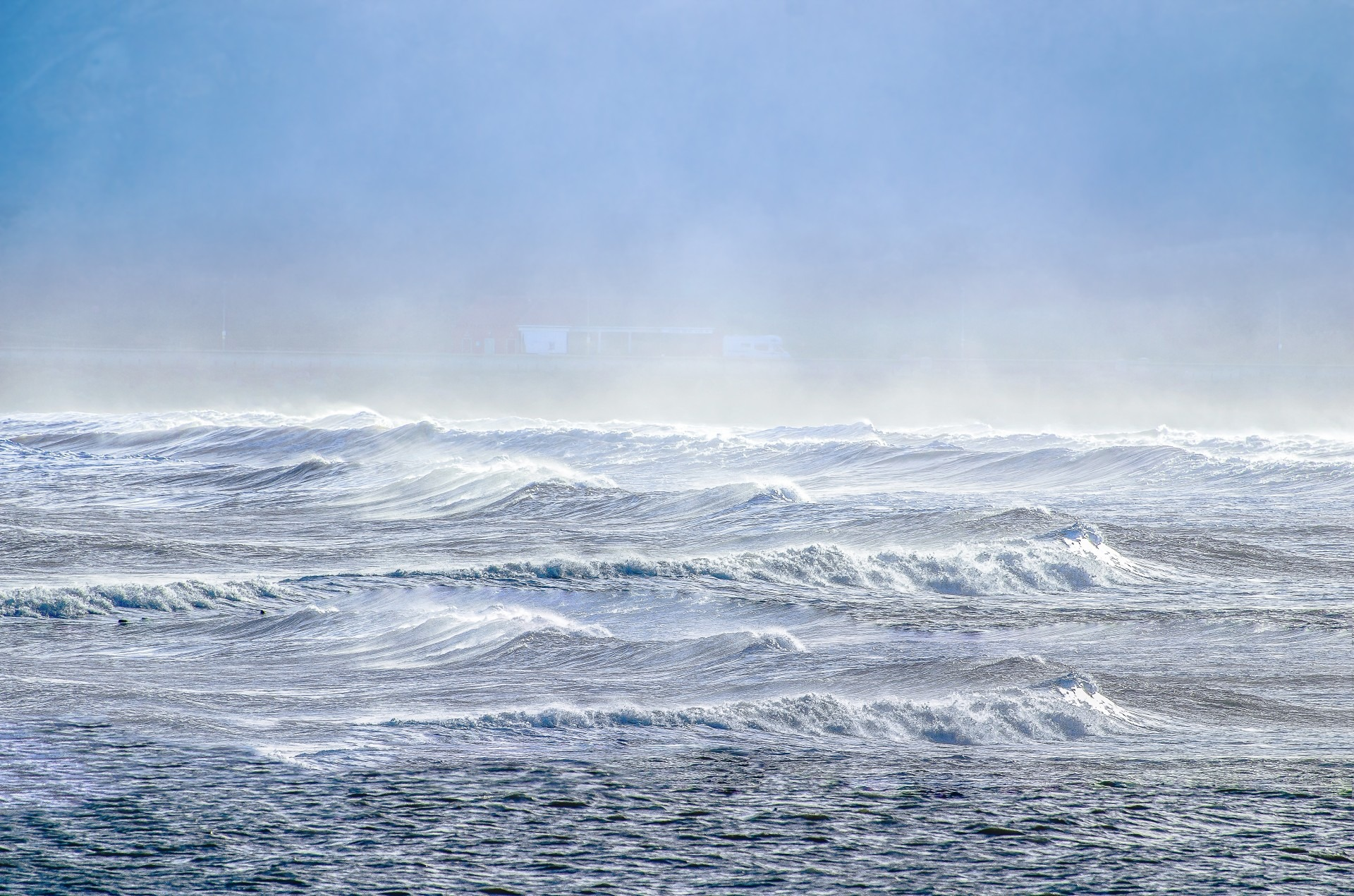
Морський розпил, що містить морські мікроорганізми, може потрапити високо в атмосферу, де вони перетворюються на аеропланктон. Ці повітряні мікроорганізми можуть подорожувати земною кулею, перш ніж впадуть назад на землю.

Віруси, бактерії та планктон всюди поширені в морській воді, і це біорізноманіття відбивається на складі морського розпилу. В цілому, морський розпил має дещо менші концентрації мікробів, ніж вода, з якої він утворюється. Проте, мікробне угруповання в морському розпилі часто відрізняється від сусідніх водних та піщаних пляжів, що свідчить про те, що деякі види більш схильні до транспортування SSA, ніж інші. Морський розпил з одного пляжу може містити тисячі операційних таксономічних одиниць (ОТО). Близько 10 000 різних ОТО було виявлено в морському розпилі між Сан-Франциско (Каліфорнія, США) і Монтерей (Каліфорнія, США), лише 11% з них знайшли повсюдно. Це свідчить про те, що морський розпил у кожному прибережному регіоні, ймовірно, має свій унікальний комплекс мікробного різноманіття, з тисячами нових ОТО, які ще не відкрито. Багато найпоширеніших ОТО були віднесені до таких таксонів: Cryptophyta (порядок), Stramenopiles (порядок) та OM60 (родина). Багато навіть були ідентифіковані до роду: Persicirhabdus, Fluviicola, Synecococcus, Vibrio та Enterococcus.
Вчені припустили, що потік мікроорганізмів, що переносяться в повітрі кружляє над планетою над погодними системами, але нижче комерційних повітряних шляхів. Деякі з цих перипатетичних мікроорганізмів підмітаються наземними пиловими бурями, але більшість є морськими мікроорганізмами з морського розпилу. У 2018 році група вчених повідомила, що сотні мільйонів вірусів і десятки мільйонів бактерій щодня осідають на кожному квадратному метрі планети.

## Хімічна стійкість
Морський розпил значною мірою відповідає за корозію металевих предметів поблизу узбережжя, оскільки солі прискорюють процес корозії в присутності великої кількості атмосферного кисню та вологи. Солі не розчиняються у повітрі безпосередньо, а зависають дрібними частинками або розчиняються в мікроскопічних повітряних крапельках води.
Випробування у соляному тумані є мірою витривалості матеріалу або стійкості до корозії, особливо якщо матеріал буде використовуватися на відкритому повітрі. Ці результати часто представляють великий інтерес для морської промисловості, продукція якої може зазнати надзвичайного прискорення корозії та подальших руйнувань через вплив солоної води.